# Camí d'interès territorial

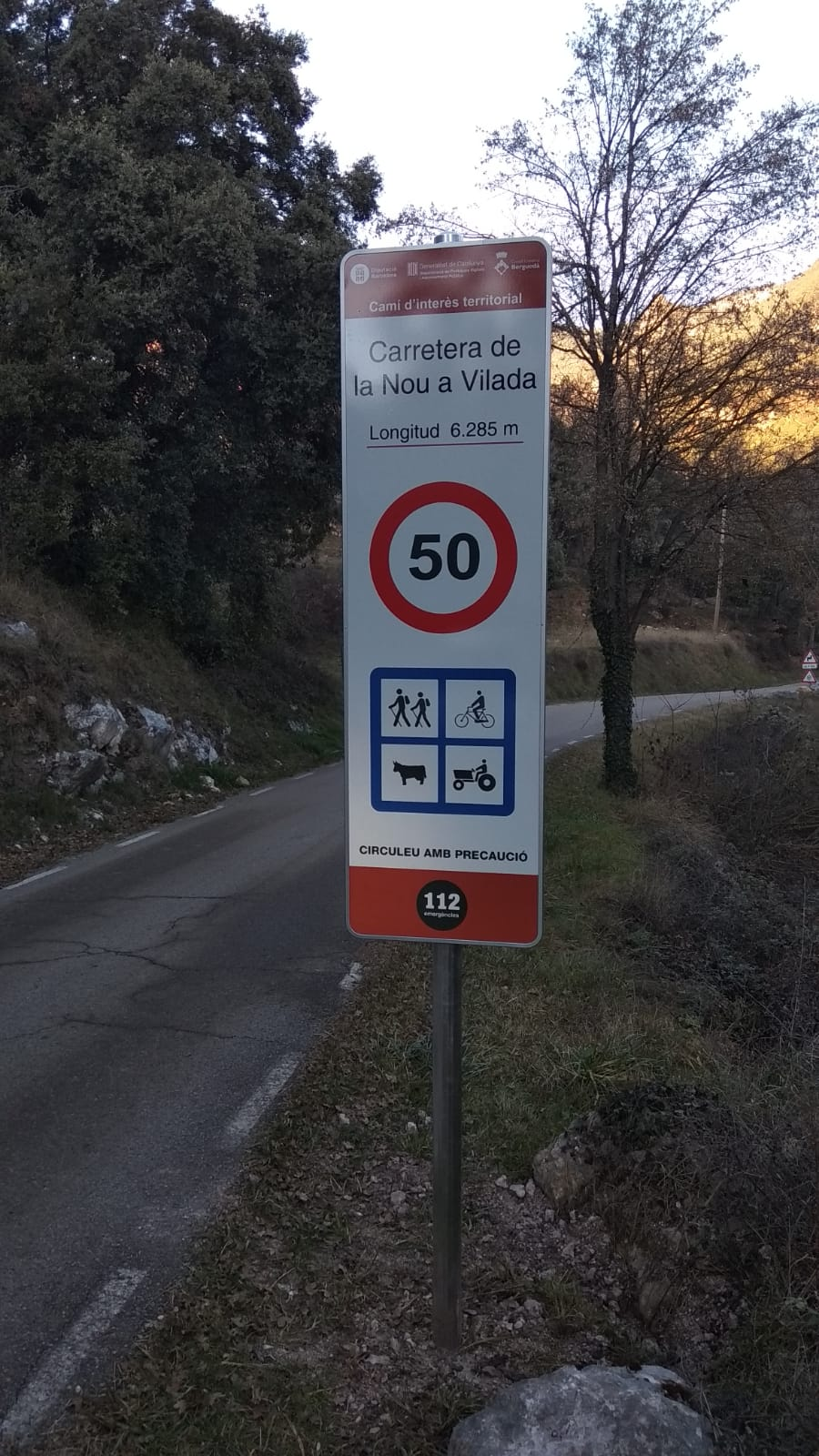
Rètol de camí d'interès territorial corresponent a la Carretera de La Nou a Vilada

Un camí d'interès territorial és un camí complementari a la de la xarxa de carreteres. Són camins de titularitat pública o estan lligats a un servei públic.
Aquests camins a la província de Barcelona han estat inventariat i documentats per l'Oficina Tècnica de Planificació i Actuació en Infraestructures de la Diputació de Barcelona.

## Criteris de classificació funcional
Els camins de l'inventari han de complir algun dels següents criteris de classificació:
- Tipus A. Camins que uneixen nuclis urbans de diferent o del mateix terme municipal, entre ells o amb la xarxa de carreteres.
- Tipus B. Camins que actuen com a trajecte alternatiu o dreceres a un itinerari per carretera: Camins que son vertebradors del territori o que tanquen la malla actual de carreteres.
- Tipus C. Camins que porten a un indret públic d'interès rellevant per a la comarca.
- Tipus D. Camins importants que tenen un sentit supracomarcal, atès que comuniquen amb les comarques veïnes.

## Pla de camins
L'objectiu del Pla de Camins d'Interès Territorial és fixar i valorar les actuacions necessàries a realitzar sobre el conjunt de camins seleccionats, per obtenir les condicions mínimes de qualitat de trànsit rodat.

## Inventaris comarcals
| Inventari i Pla de camins d'interès territorial |        |        |
| Comarca                                         | Camins | Km     |
| Alt Penedès                                     | 66     |        |
| Anoia                                           |        |        |
| Bages                                           | 126    | 505,5  |
| Baix Llobregat                                  | 117    |        |
| Barcelonès                                      |        |        |
| Berguedà                                        | 70     | 466    |
| Garraf                                          | 29     | 95,21  |
| Maresme                                         | 96     | 255    |
| Moianès                                         |        |        |
| Osona                                           | 79     | 359,29 |
| Vallès Occidental                               |        |        |
| Vallès Oriental                                 |        |        |